# Pierre Lamy (résistant)
Pour les articles homonymes, voir Lamy et Pierre Lamy (homonymie).
Pierre Lamy, né le 23 mars 1909 et mort le 18 juillet 1944, est une figure de la résistance intérieure française de la Haute-Savoie.

## Biographie

### Instituteur en Charente
Pierre Lamy est né le 23 mars 1909 à Angoulême où son père était employé des postes.
Il entre à l'École normale en 1926 puis prend son premier poste d'instituteur le 1er octobre 1929 à Bassac, petit village charentais proche de Jarnac. Un an plus tard le service militaire l'appelle à Metz. Après un stage à Saint-Cyr, il sort sous-lieutenant de réserve.
Il se marie  avec Marthe Poitou, elle aussi institutrice, et tous deux sont nommés en 1931 à Cherves-de-Cognac (aujourd'hui commune de Cherves-Richemont) en Charente. Il y a laissé le souvenir vivace d'un excellent instituteur, juste et bon, qui en imposait par sa haute taille, bel homme disent encore ses anciennes élèves, qui s'occupait aussi de l'équipe de football et  pratiquait le jardinage et la pêche à la ligne.
Inaugurée le 7 mai 2011, en présence d'anciens élèves visiblement émus, une stèle, édifiée à l'initiative de l'un d'eux, rend hommage à sa mémoire près de l'école où il a exercé pendant sept ans en compagnie de son épouse,,.

### Inspecteur du travail et résistant à Annecy
Jean-Baptiste Lebas, le ministre du Travail du gouvernement de Front populaire présidé par Léon Blum, veut étoffer les services de l'inspection du travail et mettre au moins un inspecteur par département. Un concours est ouvert en 1937. Pierre Lamy le prépare et le passe avec succès. Son rang de classement lui permettant de choisir son affectation, il opte pour la Haute-Savoie qu'il avait eu l'occasion de découvrir et d'apprécier quelques années auparavant. Au début de l'année 1938 il est nommé à Annecy et devient le premier inspecteur du travail de la Haute-Savoie, toute nouvelle 9e section (créée par arrêté ministériel du 17 février 1938) de la 11e circonscription d'inspection du travail (Lyon).
Installé dans des conditions précaires à la préfecture, sous les combles, sans dactylo ni téléphone, il s'acquiert rapidement l'estime des patrons et la sympathie des ouvriers.
Quand survient la guerre, Pierre Lamy rejoint le 25 août 1939, le 179e bataillon alpin de forteresse (BAF) à Gex, dans le département de l'Ain, où il reçoit le commandement de la section des transmissions. Très proche et apprécié de ses hommes, il tient sa section toujours prête au combat, combat qu'il ne connaîtra que quelques jours, sur le Rhône, entre le 20 et le 25 juin 1940 (entrée en vigueur de l'armistice).
Après l'armistice, Pierre Lamy reprend son poste à la préfecture d'Annecy. Il dispose désormais d'une secrétaire et il est assisté d'un contrôleur de la main-d'œuvre. Il renoue avec les syndicats et notamment avec Paul Viret, responsable CFTC, qu'il convainc de rester à son poste de coordination des syndicats, malgré leur opposition commune à la politique de Vichy. Ensemble ils orchestrent l'échec de la manifestation du 1er mai 1941, censée célébrer désormais le premier terme de la devise travail - famille - patrie, non plus dans l'esprit détestable de la lutte des classes, mais dans celui, radieux, de la concorde qui sera mise en œuvre par la Charte du travail alors en préparation (loi du 4 octobre 1941).

### La Résistance
Fin 1941, Paul Viret devient responsable, pour la Haute-Savoie, du mouvement Libération-Sud, fondé par Emmanuel d'Astier de la Vigerie. Pierre Lamy se met aussitôt à sa disposition. Il fournit régulièrement un rapport sur la marche des industries, achemine des armes, tracts et journaux clandestins, grâce à ses facilités de circulation dans le département.

#### Le sabotage de la Relève et du service du travail obligatoire
Dès l'armistice le Reich manifeste le désir de recruter de la main-d'œuvre en France. Dès le début de l'année 1941 des bureaux de placement allemands sont installés en zone occupée. En mars 1942 ils sont étendus à la zone non occupée. Les services du ministère du travail, services d'inspection et offices départementaux du travail (bureaux de placement), sont invités à leur faciliter la tâche.

#### La Relève
Revenu au pouvoir en avril 1942, Pierre Laval relance la collaboration et annonce la relève, c'est-à-dire le départ volontaire d'ouvriers pour l'Allemagne en échange de la promesse de retour en France d'un certain nombre de prisonniers. Il le fait le 22 juin 1942, dans un discours radiodiffusé resté célèbre par sa phrase : « Je souhaite la victoire de l'Allemagne parce que, sans elle, le bolchevisme s'installerait partout en Europe ».
Devant le peu de succès du volontariat, une loi instaure en septembre 1942 un contrôle total de l'emploi (embauche et licenciement) par les services de l'inspection du travail. Ce texte permet de réquisitionner (l'Allemagne menaçait de le faire elle-même) des travailleurs pour les envoyer en Allemagne. Les inspecteurs du travail sont chargés d'en établir les listes. Pour ce surcroît de travail une prime de 1 000 francs leur est allouée. Pierre Lamy renvoie sans commentaire le mandat à l'expéditeur. Les inspecteurs du travail, dans l'ensemble, ne font guère de zèle. Mais Pierre Lamy se distingue : dans une réunion régionale de bilan, où le pourcentage de partants par rapport aux requis s'avère décevant (entre 25 et 40 % en général), il annonce un taux de 2,3 % à la grande fureur du responsable régional.

#### Le service du travail obligatoire
Même dans sa version imposée, la relève ne suffit pas à satisfaire la demande allemande de main-d'œuvre. La loi du 16 février 1943 instaure pour les jeunes gens de 21 à 23 ans (nés entre le 1er octobre 1919 et le 31 décembre 1922) un service du travail obligatoire (STO) de deux ans. La loi ne le précise pas, mais c'est essentiellement pour travailler en Allemagne, ou au profit de l'Allemagne comme pour le mur de l'Atlantique (organisation Todt).
L'inspection du travail est déchargée de la désignation des requis et les offices du travail passent sous la tutelle du ministère de la production industrielle. Pierre Lamy garde le contact avec l'office, devenu commissariat au STO. et s'introduit aussi au bureau de placement allemand.
Il donne alors toute sa mesure en utilisant au maximum ses fonctions administratives et les informations qu'elles lui permettent d'obtenir pour aider les jeunes gens à échapper au STO : délivrance de toutes les dérogations possibles, fabrication de fausses cartes d'identité et, en dernier recours, visite à domicile pour prévenir de l'arrestation imminente du requis. C'est un défilé à son bureau (sous la vigilance d'Yvonne Gambillon, sa secrétaire, alias Dico dans la Résistance), et même à son domicile, de jeunes gens qui viennent « faire régulariser leur situation » ou faire établir de fausses pièces d'identité. Un certain nombre d'entre eux vont alors grossir les rangs des maquis.

#### Autres aspects de son action dans la Résistance
Pierre Lamy devient responsable de l'Armée Secrète pour le secteur d'Annecy et membre du comité départemental de la Résistance en septembre 1943. Ces responsabilités sont de courte durée car l'action qu'il mène grâce à ses fonctions d'inspecteur du travail est trop importante pour la Résistance et elle n'est pas passée inaperçue des services de répression, qui le surveillent.
Avec Paul Viret, responsable des comités sociaux, il parcourt le département, encourageant les entreprises à saboter les productions destinées à l'Allemagne, transportant des documents, conseillant les jeunes gens désireux de se soustraire au STO. Il continue à fournir des informations sur les industries, en particulier en vue de préparer les bombardements de l'aviation anglaise, tels que celui de la SRO (aujourd'hui SNR, Société nouvelle de roulements) le 10 mai 1944, pour lequel, après avoir participé nuitamment à la délimitation de la cible au moyen de bottes de paille, Pierre Lamy va ensuite constater officiellement les dégâts avec les autorités d'occupation, avant de faire son rapport à la Résistance...

### La fin tragique
C'est à la trahison d'un ancien résistant, « retourné » par la Gestapo, que Pierre Lamy doit son arrestation. Il se nommait Echasson, avait participé aux combats du plateau des Glières. Capturé, il avait « parlé » (on avait aussi arrêté sa femme pour faire pression sur lui) et s'était mis au service de l'occupant. C'est en lui faisant passer par un comparse un faux message établi au nom d'un responsable de la Résistance, message auquel Pierre Lamy a imprudemment répondu en signant de son nom de guerre, Larousse, que le traître l'a piégé.
Arrêté le 28 juin 1944, il est emprisonné dans les locaux de l'école Saint-François à Annecy, où sa femme Marthe est amenée aussitôt après. Soumis aux pires tortures, lui, qui connaissait tout de la Résistance en Haute-Savoie et qui avait dit à ses amis de se cacher s'il était pris car il n'était pas sûr de tenir sous la torture, n'a pas parlé.
Sans haine pour ses geôliers (qui n'étaient pas ses tortionnaires) dont certains lui témoignaient même quelque sympathie, Pierre Lamy fit preuve, pendant sa détention, malgré les sévices, d'une grande dignité, prenant toujours soin de sa personne et manifestant à l'occasion la grande bonté qui, avec le courage, était un de ses traits de caractère les plus saillants. Ainsi lorsqu'on autorisait les deux époux à se rencontrer, Pierre Lamy veillait-il à éviter les marques trop visibles de tendresse, par égard pour ses gardiens qui, peut-être étaient eux-mêmes loin de leurs compagnes. Autre anecdote, racontée par Ch. Delapierre, résistant emprisonné lui aussi à l'école Saint-François : alors que, privé de boisson et de nourriture depuis huit jours, il croisait Pierre Lamy sur le chemin de la salle de torture où l'un succédait à l'autre, celui-ci lui souffla : « demandez à aller aux W.C., j'ai déposé une pêche dans un coin ». Inoubliable pêche pour Ch. Delapierre !
C'est le 18 juillet 1944 que Pierre Lamy est emmené en voiture en direction du col de Leschaux et exécuté dans un bois, non loin de la route. Croisant sa femme peu avant son exécution, il lui dit seulement : « il faudra savoir pardonner ». Un mois plus tard, Annecy et la Haute-Savoie sont libérées (par leurs propres forces). Le 30 août 1944, le corps de Pierre Lamy est retrouvé et, le 1er septembre 1944, une foule considérable accompagne au cimetière d'Annecy celui qui aurait dû être, pour la Haute-Savoie, le préfet de la Libération et qui est devenu son Jean Moulin.

## Hommages

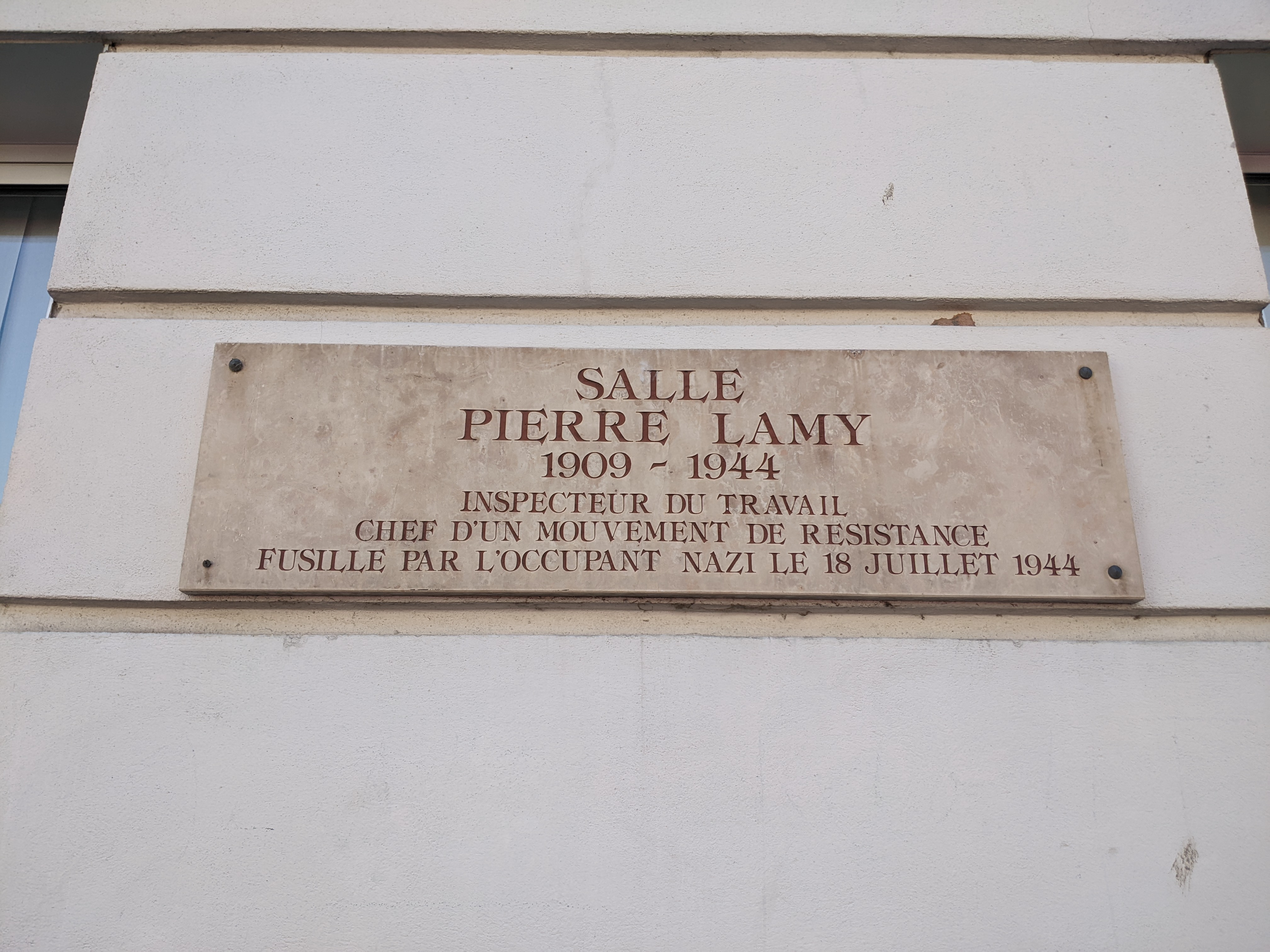
Plaque de la salle Pierre Lamy à Annecy.

Il a été nommé, à titre posthume, chevalier de la Légion d'honneur, avec croix de guerre et a reçu la médaille de la Résistance.
Un monument a été érigé sur la route du col de Leschaux à proximité du lieu de l'exécution. Chaque année, le 18 juillet, une cérémonie y est organisée par la commune de Saint-Jorioz. Le 18 juillet 2014, lors de la commémoration du 70e anniversaire de l'assassinat de Pierre Lamy, Jeanne Brousse lui a rendu hommage, estimant qu'il lui avait sauvé la vie, ainsi que celle de nombreux résistants, en ne parlant pas sous la torture.
En 1949, la ville d'Annecy donne le nom de Pierre Lamy à la salle de la Bourse du travail. Tous les Annéciens connaissent cette salle devenue polyvalente (spectacles, conférences, débats) et rénovée en 2007. D'autres salles plus modestes portent dans l'agglomération d'Annecy le nom de Pierre Lamy, comme la salle des professeurs du lycée Baudelaire et la salle de réunion de la direction départementale du travail.
En 1996, la promotion 1995 d'élèves inspecteurs du travail, la première à se choisir un parrain, a pris le nom de « promotion Pierre Lamy ».
L'Association pour l’Étude de l’Histoire de l’Inspection du Travail décernait chaque année un prix Pierre-Lamy pour des travaux « faisant progresser la connaissance de l’histoire de l’inspection du travail et des administrations du travail en France et en Europe ».
Inaugurée en 2007, une plaque lui rend également hommage ainsi qu'à six autres fonctionnaires morts pour la France dans le hall d'entrée de la préfecture de Haute-Savoie.
Une stèle rappelle son souvenir à Cherves-de-Cognac, en Charente, où l'avait conduit sa première vocation, l'enseignement,,.
Le 14 mars 2012, monsieur Xavier Bertrand, ministre du Travail, de l'Emploi et de la Santé, a inauguré dans les locaux du ministère du Travail, 127 rue de Grenelle à Paris (VIIe), une salle portant le nom de Pierre Lamy. À cette occasion une exposition lui a été consacrée. Le même jour, le nom de René Viviani, le premier des ministres français du Travail a été donné également à une autre salle et celui de Philippe Séguin à la « salle des accords » (accords de Grenelle de 1968).
Le 20 novembre 2014, le lycée professionnel du bâtiment de Sillac à Angoulême, ancienne école normale d'instituteurs dans laquelle Pierre Lamy a été élève instituteur a inauguré une salle Pierre Lamy, en hommage à cet illustre résistant.

## Décorations
- Chevalier de la Légion d'honneur
- Croix de guerre 1939–1945
- Médaille de la Résistance française